# (5656) Oldfield
(5656) Oldfield ist ein Asteroid des Hauptgürtels, der am 8. Oktober 1920 vom deutschen Astronomen Walter Baade in Hamburg-Bergedorf entdeckt wurde.
Der Asteroid wurde Jahrzehnte nach der Entdeckung dem britischen Komponisten und Musiker Mike Oldfield zu Ehren benannt.